# Худайбергенов, Аитбай
Аитбай Худайбергенов (1909, Амударьинский отдел, Сырдарьинская область, Российская империя — 1995, Туркменистан) — советский государственный и партийный деятель.

## Биография
Член ВКП(б) с 1929 г. Окончил Ашхабадский сельскохозяйственный техникум (1930). В 1930—32 и 1933-34 учился в Туркменском сельскохозяйственном институте, секретарь парткома.
- 1932—1933 — на партийной работе.
- 1934 — заместитель директора машино-тракторной станции.
- 1934—1936 — служил в РККА.
- 1936 — август 1937 2-й секретарь Марыйского райкома КП(б) Туркменистана.
- в авг. 1937 инструктор сельскохозяйственного отдела ЦК КП(б) Туркменистана.
- с августа по ноябрь 1937 — и. о. 1-го секретаря Ленинского райкома ЦК КП(б) Туркменистана.
- с ноября 1937 по 17.10.1945 — председатель СНК Туркменской ССР.

Делегат 18 съезда ВКП(б) (1939), член Центральной ревизионной комиссии ВКП(б) (1939—1952). Депутат Верховного Совета СССР 1 созыва.

## Награды
- 23.11.1939 — орден Ленина — за выдающиеся успехи в сельском хозяйстве и перевыполнение планов основных сельскохозяйственных работ, в особенности по хлопку и животноводству
- 12.1944 — орден Ленина — за достигнутые успехи в развитии сельского хозяйства, местной промышленности, культуры и искусства

## Семья
Сыновья — Батыр Худайбергенов, доктор медицинских наук, Мурат Худайбергенов (23.11.1944—27.5.2008), доктор медицинских наук, член-корреспондент АН Туркменской ССР.